# Міждуріч'є (Локтівський район)
Міждурі́ч'є (рос. Междуречье) — селище у складі Локтівського району Алтайського краю, Росія. Входить до складу Другокаменської сільської ради.

## Населення
Населення — 101 особа (2010; 118 у 2002).
Національний склад (станом на 2002 рік):
- росіяни — 97 %